# E.J. Anosike
Ejimofor Anosike (Staten Island, 11 november 1998) is een Amerikaans-Nigeriaans basketballer.

## Carrière
Anosike speelde collegebasketbal voor de Sacred Heart Pioneers van 2017 tot 2020. In 2020 ging hij spelen voor de Tennessee Volunteers voor een seizoen. Hij speelde een laatste seizoenen collegebasketbal voor de Cal State Fullerton Titans. In de NBA Draft van 2022 werd hij niet gekozen. Hij tekende daarop bij het Zuid-Koreaanse Suwon Sonicboom. Eind januari 2023 ging hij spelen voor de Salt Lake City Stars, maar begin maart werd zijn contract verbroken. Hij tekende daarop bij competitiegenoot Texas Legends.
In mei 2023 ging hij spelen voor het Canadese Winnipeg Sea Bears. Voor het seizoen 2023/24 tekende hij bij het Franse Chorale Roanne Basket. In december 2023 ging hij spelen voor de Belgische eersteklasser Liège Basket als vervanger van Rey Idowu. Hij speelde in de zomer in de Chinese competitie voor Hefei Storm. In september tekende hij in de Filipijnse competitie bij San Miguel Beermen maar in oktober 2024 was het seizoen al over voor de Beerman.
In november 2024 tekende hij een contract van drie maanden bij de Belgische eersteklasser BC Oostende dat met blessures kampte. Zijn contract werd begin maart 2025 stopgezet. Hij speelde in april en mei 2025 voor Atlético Petróleos de Luanda uit Angola.